# Ruta Estatal de Arizona 71
La Ruta Estatal de Arizona 71, y abreviada SR 71 (en inglés: Arizona State Route 71) es una carretera estatal estadounidense ubicada en el estado de Arizona. La carretera inicia en el Sur desde la US 60     en Aguila hacia el Norte en la SR 89     en Congress. La carretera tiene una longitud de 38,9 km (24.16 mi).

## Mantenimiento
Al igual que las autopistas interestatales, y las rutas federales y el resto de carreteras estatales, la Ruta Estatal de Arizona 71 es administrada y mantenida por el Departamento de Transporte de Arizona por sus siglas en inglés ADOT.

## Cruces
La Ruta Estatal de Arizona 71 es atravesada principalmente por la  US 93 .